# شهرستان مارتاکرت (استان خودمختار قره‌باغ کوهستانی)
شهرستان مارتاکرت (ارمنی: Մարդակերտի շրջան) یکی از شهرستان‌های استان خودمختار قره‌باغ کوهستانی بود. مرکز این شهرستان شهر مارتاکرت بود. جمعیت این شهرستان بر اساس سرشماری سال ۱۹۷۹ بالغ بر ۴۴٬۵۸۶ تن بود.

## ساختار جمعیتی
| سال  | ارمنی‌ها | %    | آذری‌ها | %    | روس‌ها | %   | مجموع  |
| ---- | ------- | ---- | ------ | ---- | ----- | --- | ------ |
| ۱۹۲۶ | ۲۹٬۲۹۲  | ۹۲٬۲ | ۱٬۹۱۴  | ۶٬۰  | ۴۳۴   | ۱٬۴ | ۳۱٬۷۶۸ |
| ۱۹۳۹ | ۳۶٬۴۵۳  | ۸۹٬۳ | ۲٬۸۳۳  | ۶٬۹  | ۱٬۲۴۴ | ۳٬۰ | ۴۰٬۸۱۲ |
| ۱۹۵۹ | ۳۳٬۵۵۵  | ۸۸٬۹ | ۳٬۴۱۵  | ۹٬۱  | ۶۱۱   | ۱٬۶ | ۳۷٬۷۳۴ |
| ۱۹۷۰ | ۳۸٬۲۲۰  | ۸۶٬۹ | ۵٬۱۶۸  | ۱۱٬۷ | ۳۴۸   | ۰٬۸ | ۴۴٬۰۰۴ |
| 1979 | ۳۷٬۰۵۰  | ۸۳٬۱ | ۷٬۰۵۰  | ۱۵٬۸ | ۳۵۵   | ۰٫۸ | ۴۴٬۵۸۶ |